# Franz Cižek
Franz Cižek, né František Čížek le 12 juin 1865 à Leitmeritz dans le royaume de Bohême, mort le 17 décembre 1946 à Vienne en Autriche, est un peintre autrichien de scènes de genre et de portraits, surtout connu comme professeur d'art et réformateur de l'enseignement artistique.

## Biographie
Arrivé à Vienne à l'âge de 19 ans, Cižek intègre l'Académie des beaux-arts de Vienne en 1885. Il étudie auprès des peintres allemands Franz Rumpler et Josef Matyáš Trenkwald (de). Étudiant, il vit chez une famille dont les enfants lui rendent visite dans sa chambre. Il leur permet d'utiliser ses fournitures d'art et les encourage à s'exprimer. Impressionné par leur créativité, il montre leurs travaux à d'autres artistes de l'université qui l'encouragent à fonder une école d'art pour les enfants. Les classes d'art juvénile sont gratuites pour les enfants de Vienne. Les enfants sont interrogés et choisis par Cižek. Sa méthode d'enseignement dispose d'une structure limitée et l'imagination et la liberté d'expression sont encouragées.
En 1904, il est nommé directeur du département d’expérimentation et de recherche à l'école des arts appliqués de Vienne. Quelques-uns de ses étudiants deviennent assistants des classes d'art pour enfants. L'une d'entre eux, Erika Giovanna Klien, émigre plus tard aux États-Unis et emploie les méthodes d'enseignement de Cižek au Stuyvesant High School et à l'école Dalton. Une autre artiste, Emmy Lichtwitz Krasso (en), est assistante de 1933 à 1935 puis se rend en Inde où elle met en place le mouvement d'art pour les enfants dans les écoles de Bombay.
En novembre 1920, l'art des enfants est exposé à l'Institut britannique pour l'art industriel à Kingsbridge dans le Sud de l'Angleterre puis part en tournée dans le pays. En 1921, Francesca Wilson, professeure à Birmingham, présente l'art des enfants à Londres. Cette exposition et celles du fonds Save the Children suscitent l'intérêt pour le mouvement d'art des enfants. Ce sont également les premiers exemples d'utilisation de l'art pour collecter des fonds et sensibiliser à des causes humanitaires.
Parmi les artistes influencés par Cižek figure Johannes Itten, le peintre suisse et personnalité du Bauhaus, Ida Maly, peintre autrichienne, Arthur Lismer, artiste canadien, inspiré par Cižek et John Dewey, crée le centre d'art des enfants à la Galerie d'art de Toronto en 1933 et au Musée des beaux-arts de Montréal en 1946.
La vie de Cižek est racontée par Wilhelm Viola, un de ses anciens étudiants devenu conférencier à la Royal Drawing Society.